# 皮埃尔·埃利奥特·特鲁多中學
皮埃尔·埃利奥特·特鲁多高中（英語：Pierre Elliott Trudeau High School）是一所于2001年开始动工并于2002年开学的高中，此校的第一届毕业生于2005年毕业。管理此学校的教育局为约克区教育局。

## 命名
该学校以加拿大第十五位总统皮埃尔·特鲁多命名。